# 魯道夫·弗爾巴
魯道夫「魯迪」弗爾巴（Rudolf 'Rudi' Vrba，1924年9月11日—2006年3月27日），原名沃爾特·羅森伯格（Walter Rosenberg），斯洛伐克裔生化科學家、藥理學教授，為二戰猶太大屠殺倖存者，逃亡後將被關押於奧斯威辛集中營的所見所聞撰寫成報告，使數以萬計猶太人倖免於難。2006年3月27日因膀胱癌離世，享年81歲，葬於加拿大溫哥華郊區的邊界灣公墓。

## 生平

### 青少年時期

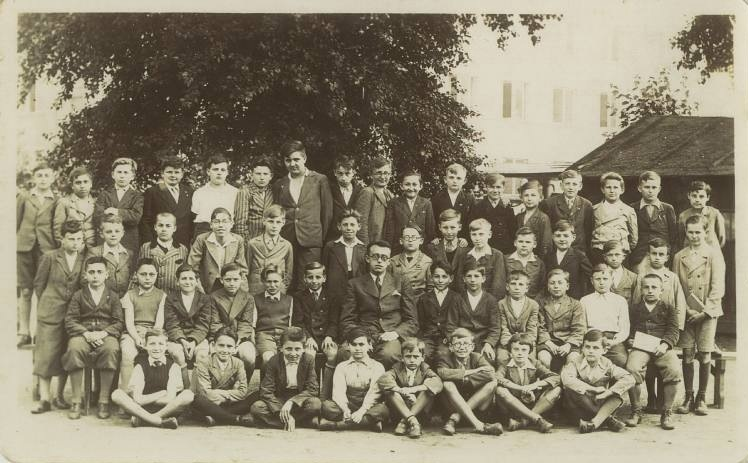
沃爾特·羅森伯格在學校，前排左第四。照片拍攝於1935年至1936年間的斯洛伐克布拉提斯拉瓦

沃爾特·羅森伯格（Walter Rosenberg）1924年生於斯洛伐克特爾納瓦，由於霍爾蒂的反猶政策，他沒能讀完書，輟學時僅14歲；1942年被送往諾瓦基集中營，過程中目睹了兒童被殺、婦女被施暴，曾一度逃離卻因夥伴背叛再次被捕；6月被轉往奧斯威辛集中營，囚犯編號為44070。

### 逃離奧斯威辛
他被派去加拿大倉庫負責整理被送進毒氣室的猶太人的遺物，羅森伯格意識到被送來的猶太人們不知道將來可能遭遇什麼，而納粹正在從屠殺猶太人的政策中牟利；後來又被調至卸貨坡道，十個月的工作使他徹底了解到這個死亡產業鏈的真相，因此萌生逃離奧斯威辛、將真相告知世人的念頭。
在營地裡，他與同鄉的阿爾弗雷德·韋茨勒成了朋友，並一同商量越獄；1944年1月，羅森伯格發現納粹為匈牙利猶太人的到來而正在建立一條直通集中營的新鐵路，這使他意識到時間不多了；集中營裡只要有囚犯的越獄，便會進入72小時高度戒備狀態，卻也因囚犯晚上都被趕回主營而放鬆了夜間搜查，他們在1944年4月7日成功地逃了出去
。
越過邊境後，兩人便與斯洛伐克的猶太人委員會聯繫，為避免被納粹抓捕，羅森伯格化名為魯道夫·弗爾巴（Rudolf Vrba），與韋茨勒共同撰寫了《弗爾巴-韋茨勒報告》，並將副本發給盟軍與教廷。儘管證據確鑿，報告也顯示將可能有更多猶太人踏上死亡之旅，此時猶太人委員會主席雷茲·卡茲特納卻因正與阿道夫·艾希曼交易而未將報告公開；後來一位駐瑞士的英國記者將報告撰寫成新聞稿，奧斯威辛集中營的真相才開始從媒體至民間廣泛流傳開來，最終迫使霍爾蒂政權下令停止遣送猶太人。

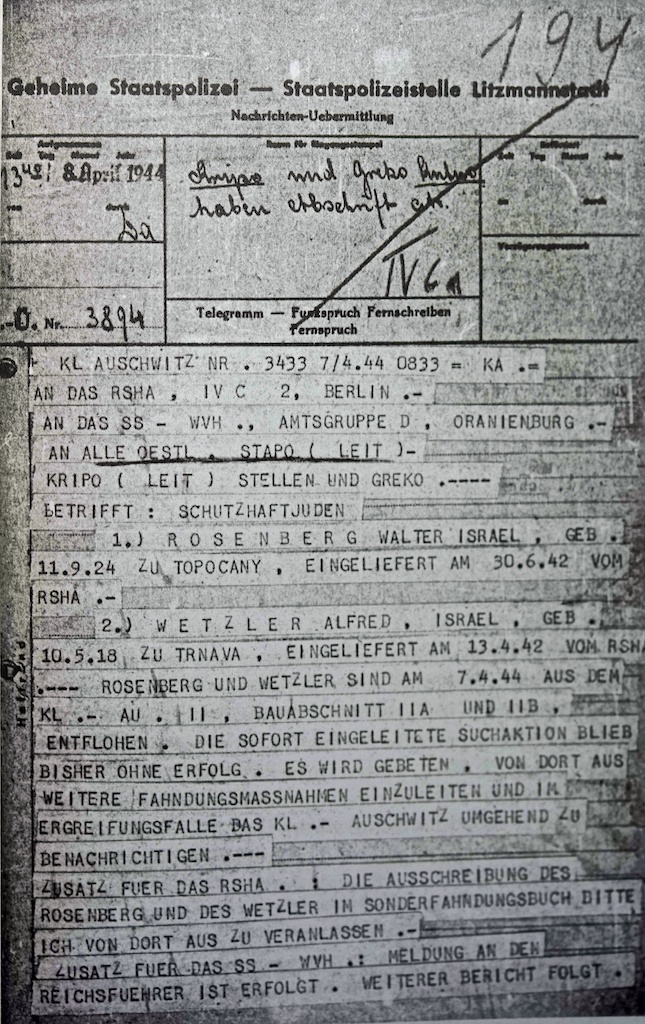
自奧斯維辛集中營發往德國總理府、奧拉寧堡黨衛軍等地的電報，有兩名逃亡者魯道夫·弗爾巴(Rudolf Vrba) 和阿爾弗雷德·韋茨勒(Alfred Wetzler) 的描述。

1944年9月，弗爾巴加入斯洛伐克游擊隊反抗納粹德國，並在戰後正式將新名字更改為法定姓名，也將逃離奧斯威辛集中營的那天4月7日作為新生日。

### 戰後
1945年弗爾巴與童年好友格蕾塔重逢並結婚，婚後移居布拉格，在查理大學就讀，1951年獲得博士學位；後幾經輾轉最終定居於加拿大，擔任英屬哥倫比亞大學的藥理學教授。一生發表過逾50篇研究論文，包含大腦、糖尿病以及癌症等領域，在學術界頗有聲望。
在1964年和1985年針對納粹德國高官的審判中，弗爾巴作為證人出席。
2007年1月1日，時任斯洛伐克總統伊萬·蓋斯巴洛維奇授予弗爾巴一級白雙十字勳章。

### 弗爾巴與以色列
弗爾巴在著作中強調，當年要是雷茲·卡茲特納及時將報告公開，將使逾40萬人遠離毒氣室；因眼見匈牙利猶太人委員會的高管於戰後多在以色列擔任要職，因此弗爾巴拒絕以色列邀請參加國際會議，並在定居以色列兩年後離開；不同於奧斯卡·辛德勒等國際義人，拯救了無數猶太人的弗爾巴與阿爾弗雷德·韋茨勒的事蹟卻長年在以色列遭受漠視，連名字都未能被記錄在以色列猶太大屠殺紀念館；直至1998年，在以色列學者露絲·林恩的努力下，弗爾巴的傳記才終於被翻譯成希伯來語，海法大學也授予弗爾巴榮譽哲學博士。

## 著作
- 與艾倫·貝斯蒂克（英语：Alan Bestic）合著《Escape from Auschwitz: I Cannot Forgive》1964年出版，後被翻譯成多國家語言並多次再版。

## 相關作品
- 在1985年上映的紀錄片《浩劫》中弗爾巴接受法國導演克勞德·朗玆曼的採訪，道出了自己在奧斯威辛集中營的經歷[12][13]。
- 《Escaping Auschwitz: A Culture of Forgetting (Psychoanalysis and Social Theory》以色列學者露絲·林恩（英语：Ruth Linn）基於弗爾巴的訪談所著的書，書中揭示了以色列教育及大屠殺研究史是如何忽視弗爾巴的貢獻[14]，2004年出版。
- 與阿爾弗雷德·韋茨勒逃亡的經歷被翻拍成電影《奧斯威辛報告》（台譯：逃出奧斯威辛[15]）於2021年上映。
- 《The Escape Artist: The Man Who Broke Out of Auschwitz to Warn the World》英國作家兼記者喬納森·弗里德蘭（英语：Jonathan_Freedland）為魯道夫·弗爾巴寫的傳記，2022年出版[16]。

## 紀念
2024年4月17日，斯洛伐克國家銀行發行了10歐元收藏銀幣以紀念《弗爾巴-韋茨勒報告》發佈80周年。銀幣正面的44070、29162分別代表弗爾巴與韋茨勒於奧斯威辛集中營的編號，小三角形組成的大三角形象徵死亡集中營囚犯的標記系統；反面有寫報告的年份"1944"及兩人的姓名；邊緣寫著斯洛伐克語：NIČ NEPREKONÁ ODVAHU ČLOVEKA POSTAVIŤ SA ZLU（沒有什麼能戰勝面對邪惡的勇氣）。

## 外部連結
- 豆瓣读书上《逃離奧斯威辛》的資料 （简体中文）
- 加拿大作家Alan Twigg為紀念魯道夫·弗爾巴而建設的網站 （页面存档备份，存于）（英文）